# Willie Penman
William Salmond Thomson Penman (East Wemyss, 7 agosto 1939 – 26 dicembre 2017) è stato un calciatore scozzese, di ruolo attaccante.

## Carriera
Nella stagione 1960-1961 gioca 3 partite nella prima divisione scozzese con i Rangers, con cui vince campionato e Coppa di Lega scozzese e che a fine stagione lo cedono al Newcastle Utd, club della seconda divisione inglese; Penman milita con i bianconeri fino al termine della stagione 1965-1966, totalizzando in questi anni 63 presenze e 18 reti tra prima e seconda divisione inglese e vincendo la Second Division 1964-1965. A fine stagione scende in terza serie allo Swindon Town, con cui nella stagione 1968-1969 oltre ad ottenere una promozione in seconda divisione vince la Coppa di Lega inglese; rimane al club fino al termine della stagione 1969-1970, vincendo anche la Coppa di Lega Italo-Inglese 1969 e la Coppa Anglo-Italiana 1970. Tra il 1970 ed il 1973 realizza 6 reti in 123 presenze in terza divisione col Walsall, ritirandosi poi nel 1974, dopo una breve esperienza nella NASL con i Seattle Sounders.

## Palmarès

### Club

#### Competizioni nazionali
- Campionato scozzese: 1

Rangers: 1960-1961
- Coppa di Lega scozzese: 1

Rangers: 1960-1961
- Coppa di Lega inglese: 1

Swindon Town: 1968-1969
- Campionato inglese di seconda divisione: 1

Newcastle: 1964-1965

#### Competizioni internazionali
- Coppa di Lega Italo-Inglese: 1

Swindon Town: 1969
- Coppa Anglo-Italiana: 1

Swindon Town: 1970